# Irek Zinnurov
Irek Khaydarovich Zinnurov (Iacutusque, 11 de janeiro de 1969) é um jogador de polo aquático russo, medalhista olímpico.

## Carreira
Irek Zinnourov fez parte do elenco medalha de prata de Sydney 2000, e bronze em Atenas 2004.